# Antoniotto Invrea
Antoniotto Invrea (Génova, 1588 - Génova, 1669) foi o 116.º Doge da República de Génova, rei da Córsega e marquês de Pontinvrea.

## Biografia
No seu mandato, o centésimo décimo sexto na história republicana, Invrea manteve relações diplomáticas e políticas com a França de Luís XIV e a Inglaterra de Carlos II. No cargo de mais alta importância do estado, ele compareceu à festa na capela do Doge no Palácio dos Doges para o casamento do seu filho Ottaviano com Sofonisba Raggio.